# Andrés Guerra
Andrés Felipe Guerra Hoyos (Medellín, 15 de marzo de 1973) es un comunicador social y político colombiano. Miembro del Centro Democrático fue Diputado de la Asamblea Departamental de Antioquia de 2011 a 2015. Es Senador de la República de Colombia desde el 20 de julio de 2022.

## Primeros años
Después de graduarse de secundaria en el Colegio José María Berrio en 1991, Andrés Guerra inició sus estudios en comunicación social en la Universidad Pontificia Bolivariana. Realizó una especialización en Opinión Pública y Mercadeo Pontificia Universidad Javeriana (2009); también se especializó en Comunicación Política en la universidad EAFIT (2014), y estudia una Maestría en gobierno y políticas públicas (2014).
En su juventud, Andrés se destacó en el deporte, siendo jugador de las inferiores de Atlético Nacional, uno de los equipos mas emblemáticos de Colombia.
 En 2024 se postuló al precandidato para la presidencia de Colombia de 2026.